# 커밍 홈 인 더 다크
커밍 홈 인 더 다크(COMING HOME IN THE DARK)는 뉴질랜드에서 제작된 제임스 애쉬크로프트 감독의 2021년 스릴러, 공포 영화이다. 다니엘 길리스 등이 주연으로 출연하였다.

## 출연

### 주연
- 다니엘 길리스
- 에릭 톰슨
- 미리아마 맥도웰